# Masalemakki, Siddapur
Masalemakki là một làng thuộc tehsil Siddapur, huyện Uttar Kannad, bang Karnataka, Ấn Độ.